# Haworthia parksiana
Haworthia parksiana je biljka iz porodice Asphodelaceae. Potiče iz Južne Afrike, sukulent, i jedna je od najmanjih vaskularnih biljaka na svijetu.
To je spororastuća biljka, možda je najrjeđa od svih havorcija čije se endemsko područje nalazi između zaljeva Mossel i rijeke Great Brak. Javlja se samo u vrlo malom broju u divljini.
H. parksiana imenovana je iz nekog neobjašnjivog razloga u čast nepostojećoj gospođi Parks.